# LS Весов
LS Весов (лат. LS Librae) — одиночная переменная звезда в созвездии Весов на расстоянии (вычисленном из значения параллакса) приблизительно 9399 световых лет (около 2882 парсеков) от Солнца. Видимая звёздная величина звезды — от +14,5m до +12m.

## Характеристики
LS Весов — красная пульсирующая полуправильная переменная звезда (SR) спектрального класса M6: или M6+.